# 수니타 윌리엄스

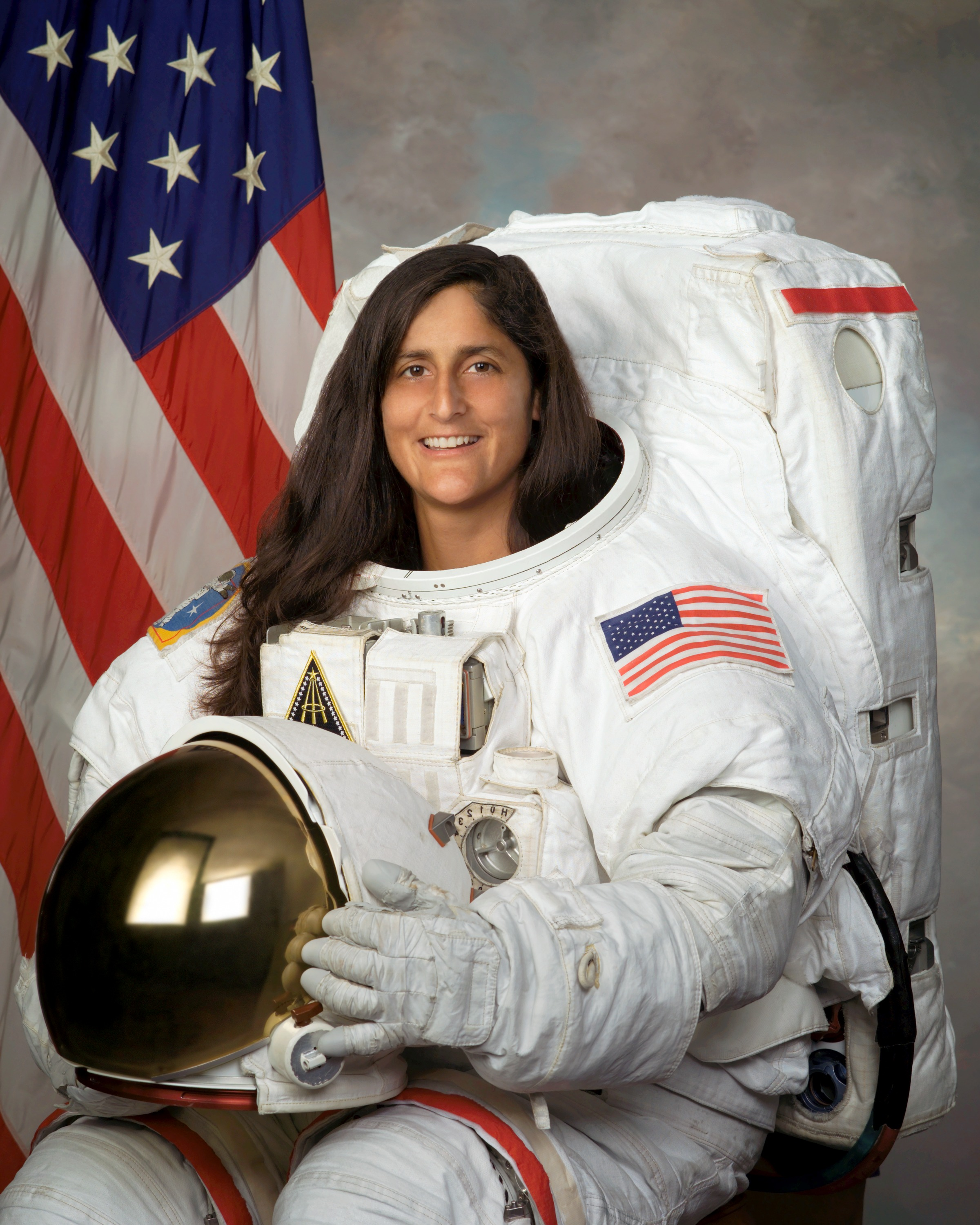
2004년 모습

수니타 윌리엄스(Sunita Williams, 본명: 수니타 린 윌리엄스, Sunita Lyn Williams, 성씨: Pandya, 1965년 9월 19일 ~ )는 미국의 우주비행사이자 퇴역한 미국 해군 장교이며 여성이 우주 유영을 가장 많이 한 기록(7회)과 여성이 우주 유영을 한 시간은 가장 많은 시간(50시간 40분)의 전 기록 보유자이다. 윌리엄스는 엑스페디션 14호(Expedition 14) 및 엑스페디션 15호(Expedition 15)의 일원으로 국제우주정거장에 배치되었다. 2012년에 엑스페디션 32호의 비행 엔지니어로 근무한 후 엑스페디션 33호의 사령관으로 근무했다. 2024년에 보잉 스타라이너(Boeing Starliner)의 첫 번째 승무원 임무인 테스트인 보잉 승무원 비행 시험을 통해 ISS로 돌아왔다. 지구 귀환은 2025년 2월까지 연기되었다. 따라서 2024년 8월부터 2025년 2월까지 윌리엄스와 동료 우주비행사 버치 윌모어는 국제우주정거장에서 다양한 과학 실험과 유지 관리 작업을 수행하기 위해 선회하고 있다.